# 伊勒德桑
伊勒德桑（法語：Île-de-Sein，法語發音：[il də sɛ̃]）是法国菲尼斯泰尔省的一个市镇，领土涵盖同名海岛，属于坎佩尔区。

## 地理
伊勒德桑（48°2'10"N, 4°51'4"W）面积0.6 平方千米，位于法国布列塔尼大區菲尼斯泰尔省，该省份为法国最西部的省份，位于布列塔尼半岛西部，北西南三面环大西洋，东临阿摩尔滨海省和莫尔比昂省。
由于伊勒德桑领土为海洋中的一岛屿（外加几座小岛），故不与任何市镇接壤。
伊勒德桑的时区为UTC+01:00、UTC+02:00（夏令时）。

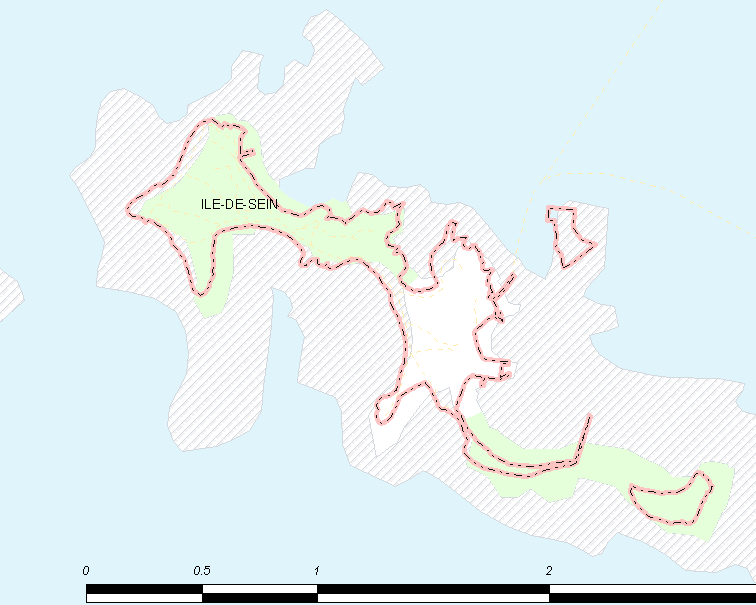
伊勒德桑的OSM定位图

## 行政
伊勒德桑的邮政编码为29990，INSEE市镇编码为29083。

## 政治
伊勒德桑所属的省级选区为杜瓦讷内县。

## 人口

1962-2008年间伊勒德桑人口变化图示

伊勒德桑于2022年1月1日时的人口数量为280人。